# Borre British Cemetery
Borre British Cemetery is een Britse militaire begraafplaats met gesneuvelden uit de Eerste Wereldoorlog, gelegen in de Franse gemeente Borre in het Noorderdepartement. De begraafplaats ligt langs de Rue de Sec Bois aan de zuidwestelijke dorpsrand. Ze werd ontworpen door Herbert Baker en heeft een onregelmatig grondplan dat, behalve aan de straatzijde, wordt omgeven door een haag. De toegang bestaat uit een trap met een zevental treden tussen een natuurstenen muur. Centraal aan de straatzijde staat het Cross of Sacrifice. De begraafplaats wordt onderhouden door de Commonwealth War Graves Commission. 
Er worden 375 gesneuvelden herdacht. 
Op het kerkhof van Borre liggen ook nog 10 gesneuvelden uit de Eerste Wereldoorlog.

## Geschiedenis
De begraafplaats werd van mei tot september 1918 door Britse veldhospitalen en gevechtseenheden gebruikt om hun doden te begraven die gevallen waren tijdens het Duitse lenteoffensief.
Er rusten nu 131 Britten, 236 Australiërs (waaronder 1 niet geïdentificeerde) en 3 Duitse slachtoffers uit de Eerste Wereldoorlog. 
Ook tijdens de Tweede Wereldoorlog werden hier vijf Britten bijgezet (waaronder 1 niet geïdentificeerde). Hierbij was één Belg die bij de Royal Air Force Volunteer Reserve diende.

## Graven
- De Belgische piloot Claude Alain Marie Andre Schmitz vloog in Britse dienst en sneuvelde op 26 augustus 1944.[1]

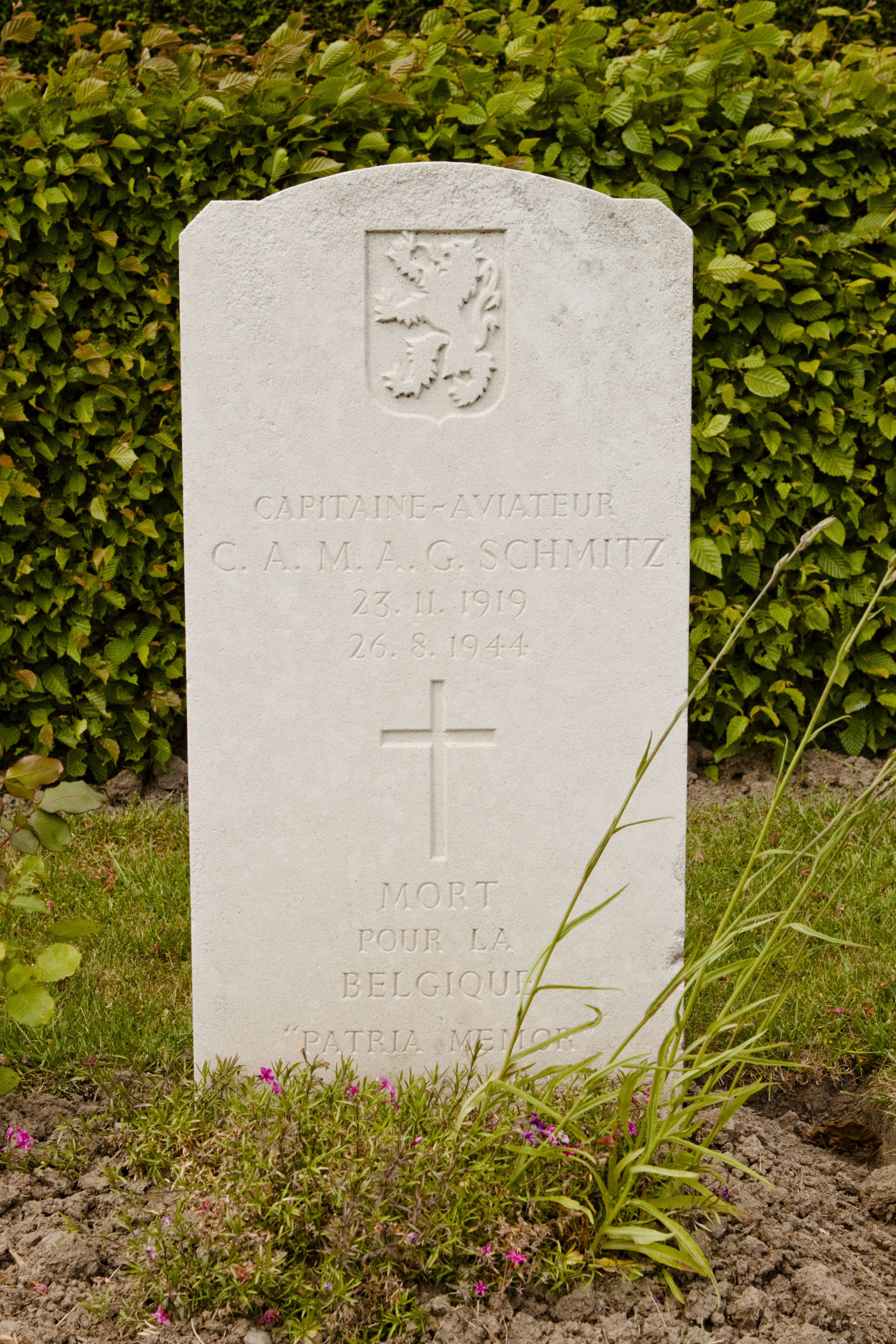
Graf van Claude A. Schmitz

### Onderscheiden militairen
- de Britse kapitein Bryan Desmond Hughes en onderluitenant Henry A. Wilson werden onderscheiden met het Military Cross (MC).
- de Australische kapiteins Thomas Leo Corcoran en John Stuart Dight Walker en de luitenants Elmer Winfred Drake Laing, Albert Roy Retchford, Henry A. Wilson en Philip Edward Michael Vowels werden eveneens onderscheiden met het Military Cross, maar de laatstgenoemde heeft de onderscheiding tweemaal ontvangen (MC and Bar).

### Aliassen
- soldaat Owen Keenan diende onder het alias O. Monachan bij de Royal Dublin Fusiliers.
- soldaat T. Moyses diende onder het alias T. White bij de Australian Infantry, A.I.F..
- soldaat Herbert T. Collins diende onder het alias T. Williams bij de Australian Infantry, A.I.F..
- soldaat Edward G. Walsh diende onder het alias Ralph Walsh bij de Australian Infantry, A.I.F.
- soldaat J. Scales diende onder het alias J. O'Connor bij de Australian Infantry, A.I.F..

### Gefusilleerde militair
- William Scholes, soldaat bij het 2nd Bn. South Wales Borderers, werd wegens desertie geëxecuteerd op 10 augustus 1918. Hij was 25 jaar.[2]